# Aluminiumchlorat
Aluminiumchlorat ist ein Aluminiumsalz der Chlorsäure mit der Summenformel Al(ClO3)3, das als Arzneistoff verwendet wurde.

## Darstellung und Verwendung
In wässriger Lösung wird das Aluminiumchlorat durch Umsetzung von Bariumchlorat mit Aluminiumsulfat hergestellt, wobei das schwerlösliche Bariumsulfat ausfällt:
{\displaystyle \mathrm {3\ Ba(ClO_{3})_{2}+Al_{2}(SO_{4})_{3}\longrightarrow } } {\displaystyle \mathrm {2\ Al(ClO_{3})_{3}+3\ BaSO_{4}\downarrow } }
Die Substanz wurde daraus nicht isoliert, sondern die Lösung weiterverarbeitet. 25%ige Aluminiumchloratlösung wurde früher medizinisch als adstringierend, antiseptisch und antimikrobiell wirkende Flüssigkeit zur Mundspülung, Blutstillung und Behandlung von Wunden und Geschwüren verwendet. Der Einsatz als Antiseptikum beruht auf der irrigen Vorstellung, dass Chlorate Sauerstoff abspalten würden, der dann Bakterien töten würde. Die Verwendung von Aluminiumchlorat wurde inzwischen wegen der beträchtlichen Toxizität von Chloraten und deren Unwirksamkeit als Antiseptika aufgegeben. Heutige Adstringentien verwendet Aluminiumchlorid oder Kaliumaluminiumsulfat anstelle des Alminiumchlorats.

## Eigenschaften
Aluminiumchlorat bildet farblose, in Wasser gut lösliche Kristalle, die sich leicht beim Erhitzen und längerer Lagerung über 35 °C zu Aluminiumchlorid und Sauerstoff zersetzen. Bekannt sind das Hexahydrat Al(ClO3)3 · 6 H2O und das Nonahydrat Al(ClO3)3 · 9 H2O; letzteres bildet sich beim vorsichtigen Eindampfen aus wässriger Lösung. Wie alle Chlorate ist auch Aluminiumchlorat ein starkes Oxidationsmittel, das mit brennbaren Stoffen explosionsartig reagieren kann.